# Фридрих II фон Регенсбург
Фридрих II фон Регенсбург (на немски: Friedrich II (I) Domvogt von Regensburg; † сл. 1095/1100) е германски благородник, катедрален фогт на Регенсбург.

## Произход и управление
Той е син на Фридрих I фон Регенсбург, наричан Фридрих II фон Дисен († 1075), граф на Семпт, Графство Дисен-Андекс, катедрален фогт на Регенсбург, и втората му съпруга Ерменгарда (Ирмгард) фон Гилхинг, дъщеря на граф Арнолд фон Гилхинг († сл. 1027) и Ерменгарда († сл. 987). Внук е на граф Фридрих фон Васербург († ок. 1030) и Куница фон Йонинген († 1020), дъщеря на Конрад I, херцог на Швабия († 997). Брат е на граф Арнулф фон Дисен († сл. 1091), граф Мегинхард IV фон Гилхинг († сл. 1070), граф Бертхолд I фон Шварценбург († ок. 1090), Ута († 1086), омъжена сл. 1050 г. за Куно I фон Рот († 1086), пфалцграф на Бавария, Хема, омъжена за граф Валтер фон Клинг, Лиутгард († 1110/1120), омъжена за граф Адалберт I фон Боген († 1110/1145). Полубрат е на Хазига (1040 – 1104), омъжена за граф Херман от Кастл († 1056), и за граф Ото I от Шайерн († 1078).
През 1070 г. баща му се отказва от службата си и става монах в манастир „Св. Блазиен“, където умира 24 януари 1075 г. Брат му Арнулф/Арнолд последва баща си като граф на Дисен. Като катедрален фогт в Регенсбург Фридрих II влияе на историята на града.

## Фамилия
Фридрих II фон Регенсбург се жени за Аделхайд фон Ваймар-Истрия-Крайна (* ок. 1065; † 1122) от фамилията Ваймар-Орламюнде, дъщеря на маркграф Улрих I от Истрия-Крайна († 1070) и София Унгарска († 1095), дъщеря на унгарския крал Бела I († 1063). Те имат четири деца:
- Фридрих III фон Регенсбург († 29 октомври 1120), катедрален фогт в Регенсбург, граф на Боген, женен за Лиутгард фон Виндберг-Рателберг († ок. 16 януари 1157), дъщеря на граф Улрих III фон Рателберг-Виндберг († 1097) и Матилда фон Хам († сл. 1125)
- Удалрих/Улрих II фон Айхщет († 2 септември 1125), епископ на Айхщет (1117 – 1125)
- Хартвиг фон Регенсбург († сл. 1120)
- Тута фон Регенсбург († ок. 1157), омъжена за граф Ернст I фон Хоенбург († сл. 1122)

Вдовицата му Аделхайд фон Ваймар-Истрия-Крайна се омъжва втори път за граф Удалшалк I фон Лурнгау († ок. 1115)